# Acacia obtusifolia

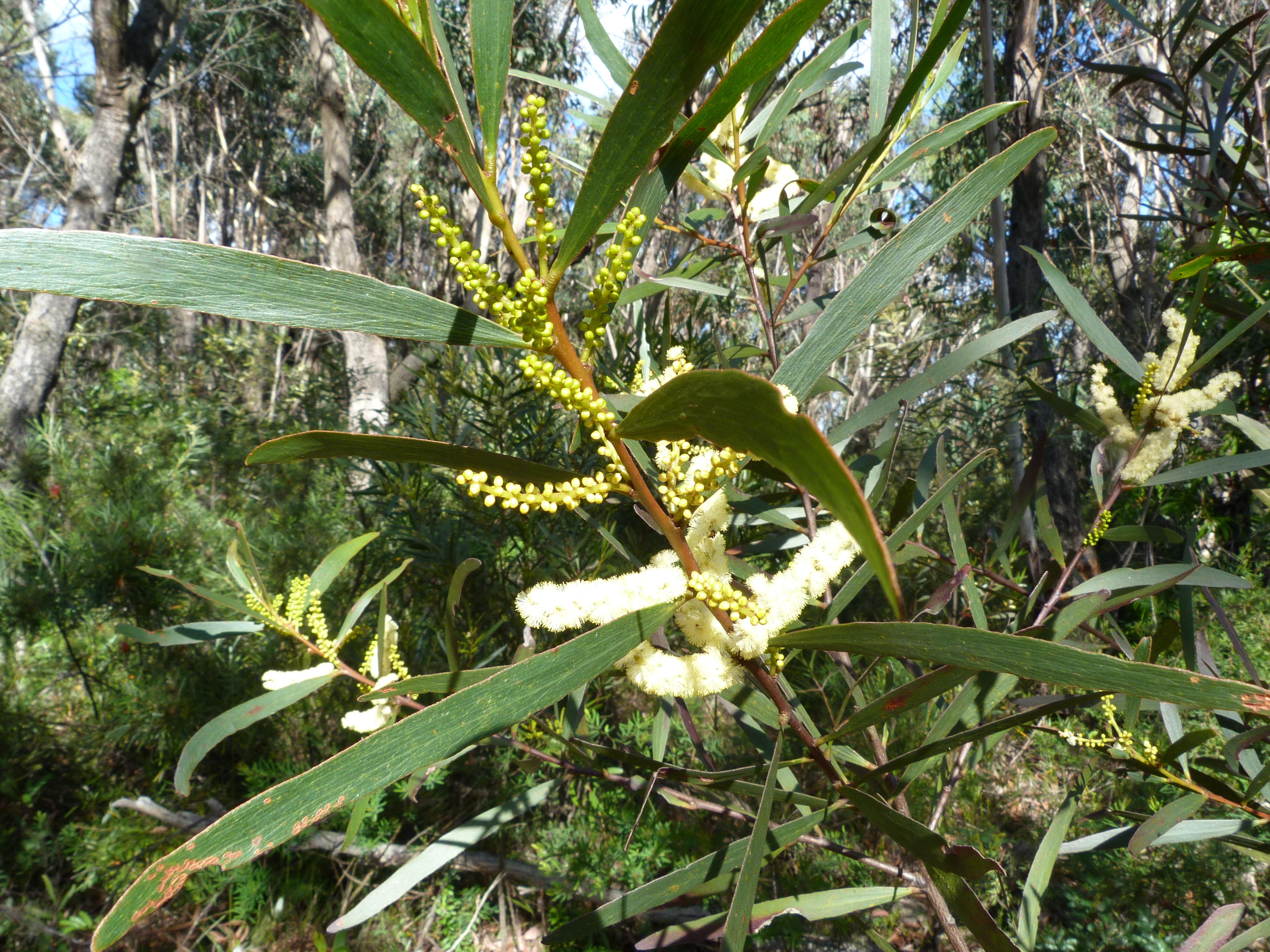
Imagen de Acacia obtusifolia.

Acacia obtusifolia, comúnmente conocida como acacia de hojas rígidas o acacia de hojas romas, es un árbol perenne de la subfamilia Mimosoideae de la familia Fabaceae.

## Descripción
Acacia obtusifolia es un árbol perenne, erguido o extendido, que crece de 1,5 m a 8 m de altura y es originario de Australia. Está estrechamente relacionada con Acacia longifolia . A. obtusifolia se puede distinguir por tener márgenes filodios que son resinosos, generalmente florece más tarde en el año y con flores más pálidas que A. longifolia.  Florece generalmente de diciembre a febrero. Algunas poblaciones de A. obtusifolia pueden sobrevivir inviernos de hasta -6 °C y posiblemente una ligera nevada; sin embargo, las plantas de poblaciones en áreas libres de heladas, como las cordilleras costeras del norte de Nueva Gales del Sur, son susceptibles al frío y morirán con heladas inferiores a -3 °C. °C. Estas poblaciones evitan los fondos de los valles y se encuentran principalmente en crestas de arenisca muy por encima de la línea de congelación.

## Fitoquímica
La teracacidina, una Leucoantocianina, se puede aislar del duramen de A. obtusifolia . 
A pesar de la falta de publicación científica formal de su fitoquímica, varios cromatógrafos muestran un 0,3% de alcaloide que consiste en 2:1 N-metiltriptamina, dimetiltriptamina (DMT), más trazas de betacarbolinas,  mientras que otro encontró gramina. Tiene una composición muy variable y a veces carece de triptaminas. También se han encontrado 5-MeO-DMT, DMT y bufotenina .  Algunas fuentes de Internet afirman que hay un promedio de 0,45% de dimetiltriptamina en la corteza y 0,3% en las hojas jóvenes secas. De manera similar, los investigadores de Internet de finales de los años 90 tienen cifras que van del 0,4% al 0,5% en el material seco, señalando que existe cierta variabilidad.